# Жаворонок (деревня)
Жаворонок — деревня в Старопольском сельском поселении Сланцевского района Ленинградской области.

## История
Впервые упоминается в писцовых книгах Шелонской пятины 1571 года, как деревня Заворонка, (Жаворонок на реке Жупанке) в Бельском погосте Новгородского уезда.
Затем она упоминалась в Бельском погосте Новгородского уезда по переписи 1710 года как усадище Жаворонок:

В усадище Жаворонке помещицких три двора. 
Людей в них дворян 6 человек, в том числе в лета: до 5 – 1, до 10 – 1, до 15 – 1, до 30 – 2, до 40 один.
 Женска полу 9 человек, в том числе в лета: до 5 – 4, до 10 – 1, до 20 – 1, до 30 – 1, до 50 – 1, до 90 один.

Отдельные деревни Большой Жаворонок и Малый Жаворонок были обозначены на карте Санкт-Петербургской губернии Ф. Ф. Шуберта 1834 года.

ЖИВОРОНОК — деревня принадлежит ведомству Павловского городового правления, число жителей по ревизии: 63 м. п., 72 ж. п. (1838 год)

Как две деревни Большой и Малый Жаворонок она отмечена на карте профессора С. С. Куторги 1852 года.

ЖЕВАРОНКА 1-Я — деревня Гдовского её величества имения, по просёлочной дороге, число дворов — 20, число душ — 64 м. п.

ЖЕВАРОНКА 2-Я — деревня госпожи Рындиной, по просёлочной дороге, число дворов — 1, число душ — 2 м. п. (1856 год)

ЖАВОРОНОК — деревня удельная при речке безымянной, число дворов — 19, число жителей: 57 м. п., 67 ж. п.; Часовня православная. (1862 год) 

В XIX — начале XX века деревня административно относилась к Старопольской волости 2-го земского участка 1-го стана Гдовского уезда Санкт-Петербургской губернии.
Согласно Памятной книжке Санкт-Петербургской губернии 1905 года деревня называлась Жеваронок и образовывала Жеваронское сельское общество.
С 1917 года деревня находилась в составе Старопольской волости Гдовского уезда.

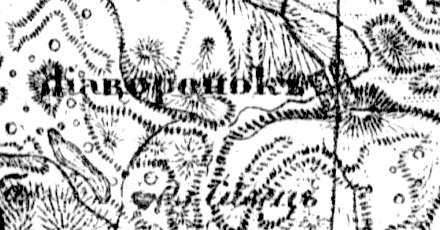
Деревня Жаворонок на карте 1919 года

С 1922 года, в составе Перегребского сельсовета Доложской волости.
С 1924 года, в составе Зажупанского сельсовета.
С февраля 1927 года, в составе Выскатской волости.
С августа 1927 года, в составе Рудненского района.
С 1928 года, в составе Столбовского сельсовета. В 1928 году население деревни составляло 154 человека.
По данным 1933 года деревня Жаворонок входила в состав Столбовского сельсовета Рудненского района. С июля 1933 года, в составе Осьминского района.
С 1 августа 1941 года по 31 января 1944 года германская оккупация.
С 1961 года, в составе Заручьевского сельсовета Сланцевского района.
С 1963 года, в составе Кингисеппского района.
По состоянию на 1 августа 1965 года деревня Жаворонок входила в состав Заручьевского сельсовета Кингисеппского района. С ноября 1965 года, вновь в составе Сланцевского района. В 1965 году население деревни составляло 34 человека.
По данным 1973 года деревня Жаворонок входила в состав Заручьевского сельсовета.
По данным 1990 года деревня Жаворонок входила в состав Старопольского сельсовета.
В 1997 году в деревне Жаворонок Старопольской волости проживали 4 человека, в 2002 году — также 4 человека (все русские).
В 2007 и 2010 годах в деревне Жаворонок Старопольского СП постоянного населения не было.

## География
Деревня расположена в юго-восточной части района на автодороге 41К-813 (Негуба — Жаворонок) к северу от автодороги 41К-020 (Сижно — Будилово — Осьмино).
Расстояние до административного центра поселения — 20 км.
Расстояние до ближайшей железнодорожной платформы Сланцы — 60 км.
Деревня находится в верховье реки Зажупанка, левого притока реки Долгой.